# 広陵郡
広陵郡（廣陵郡、こうりょう-ぐん）は、中国にかつて存在した郡。漢代から唐代にかけて、現在の江蘇省淮安市および揚州市一帯に設置された。

## 概要

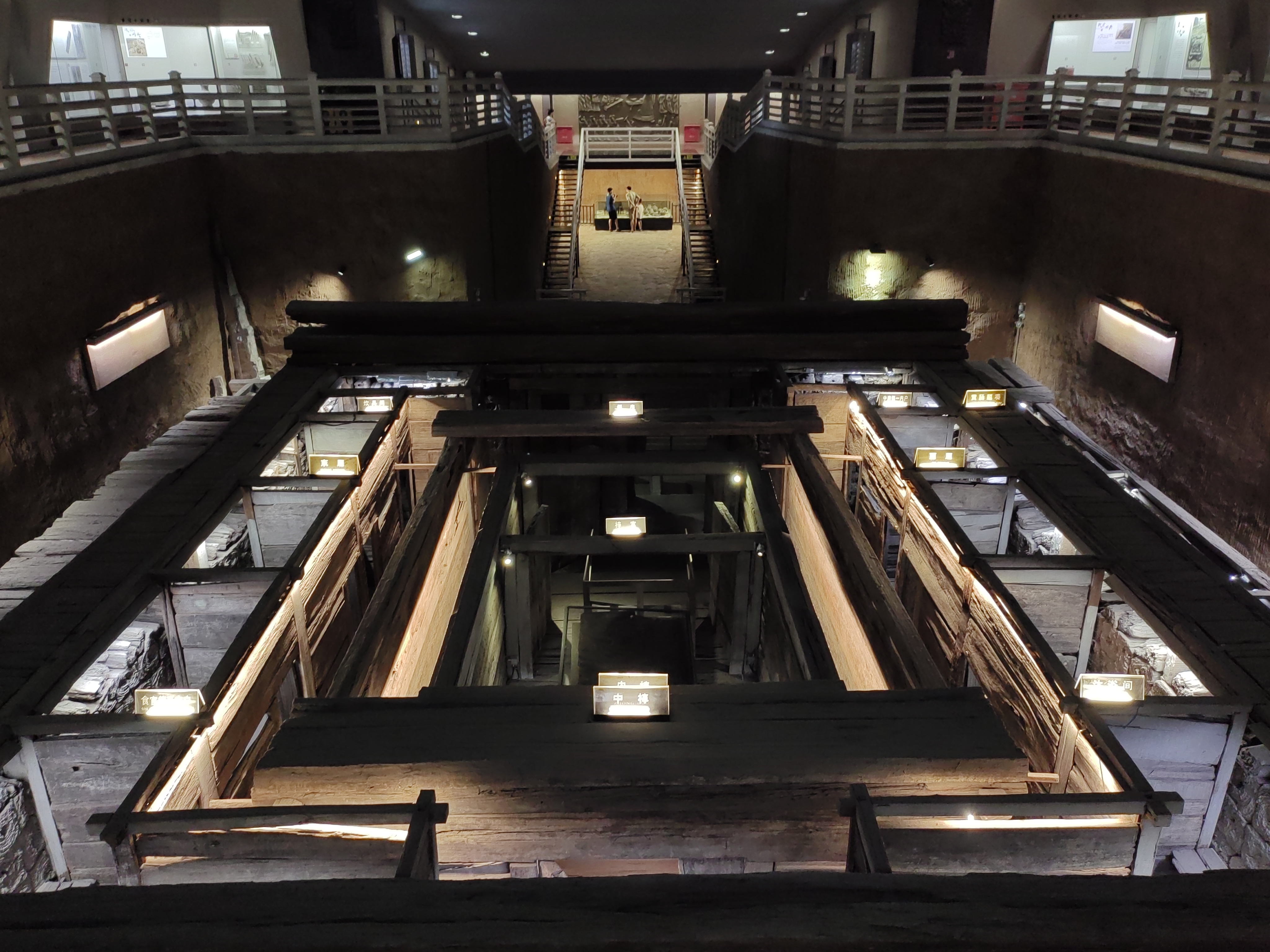
広陵の厲王・劉胥の陵墓である天山漢墓

前漢の初年に置かれた東陽郡を前身とする。紀元前154年（景帝3年）、呉楚七国の乱が鎮圧されると、景帝の子の劉非が江都王となり、東陽郡と故鄣郡を封地とする江都国が置かれた。紀元前121年（元狩2年）、江都王劉建が自殺すると、江都国は廃止され、東陽郡は広陵郡と改称された。紀元前117年（元狩6年）、武帝の子の劉胥が広陵王となると、広陵県周囲の数県で広陵国が置かれた。広陵郡のそのほかの属県と沛郡の数県をあわせて臨淮郡が置かれた。紀元前54年（五鳳4年）、広陵王劉胥が自殺すると、広陵国が廃止され、広陵郡に改められた。紀元前47年（初元2年）、劉胥の子の劉覇が広陵王となると、再び広陵国が置かれた。広陵国は徐州に属し、広陵・江都・高郵・平安の4県を管轄した。王莽のとき、江平郡と改められた。
後漢が建てられると、広陵郡の称にもどされた。37年（建武13年）、泗水国が廃止されて、広陵郡に編入された。58年（永平元年）、山陽王劉荊が広陵王となると、広陵郡は広陵国と改められた。67年（永平10年）、広陵王劉荊が自殺すると、広陵国が廃止され、広陵郡に改められた。広陵郡は広陵・江都・高郵・平安・凌・東陽・射陽・塩涜・輿・堂邑・海西の11県を管轄した。
晋のとき、広陵郡は淮陰・射陽・輿・海陵・広陵・塩涜・淮浦・江都の8県を管轄した。
南朝宋のとき、広陵郡は南兗州に属し、広陵・海陵・高郵・江都の4県を管轄した。
南朝斉のとき、広陵郡は海陵・広陵・高郵・江都・斉寧の5県を管轄した。
東魏の興和年間、東豫州に広陵郡が置かれた。広陵郡は宋安・光城・安蛮・新蔡・汝南の5県を管轄した。
583年（開皇3年）、隋が郡制を廃すると、広陵郡は廃止されて、呉州に編入された。589年（開皇9年）、呉州は揚州と改められ、揚州総管府が置かれた。607年（大業3年）に州が廃止されて郡が置かれると、揚州は江都郡と改称された。
620年（武徳3年）、杜伏威が唐に降ると、江都郡は兗州と改められ、東南道行台が置かれた。624年（武徳7年）、兗州が邗州と改称された。626年（武徳9年）、邗州が揚州と改められ、大都督が置かれた。742年（天宝元年）、揚州は広陵郡と改称された。758年（乾元元年）、広陵郡は揚州と改称され、広陵郡の呼称は姿を消した。